# Mindent szabad
A Mindent szabad (eredeti cím: Fair Play) 2023-ban bemutatott amerikai erotikus filmthriller, amelyet Chloe Domont rendezett és írt. A főbb szerepekben Phoebe Dynevor, Alden Ehrenreich, Eddie Marsan, Rich Sommer és Sebastian de Souza látható.
Amerikában 2023. szeptember 29-én mutatták be a mozikban, míg Magyarországon 2023. október 6-án jelent meg a Netflixen.

## Cselekmény
Emily Meyers és Luke Edmunds, a One Crest Capital nevű keményvonalas manhattani fedezeti alap elemzői titkos, szenvedélyes kapcsolatban élnek munkatársaik tudta nélkül. Luke megkéri Emily kezét a bátyja esküvőjén, és a lány boldogan elfogadja. Másnap a cég egyik portfóliómenedzserét kirúgják. Emily elmondja Luke-nak, hogy hallotta, amint a kollégái megemlítik, hogy Luke-ot fontolgatják a helyére, és még aznap este ünnepelnek. Azonban egy késő esti megbeszélésen Campbellel, a cég vezérigazgatójával Emily megtudja, hogy ő kapja az előléptetést. Emily vonakodva közli a hírt Luke-kal, aki azonban támogatását fejezi ki.
Ahogy Emily beilleszkedik új munkahelyére, Luke neheztelése az előléptetés elmaradása miatt egyre nyilvánvalóbbá válik, ami feszültségekhez vezet az Emilyvel való kapcsolatában. Luke-ot egy önsegítő guru munkája emészti fel, aki arra tanítja az embereket, hogyan érvényesüljenek a munkahelyükön. Amikor Emily megkérdőjelezi a döntését, hogy 3000 dollárt költ a tanfolyamra, Luke felveti, hogy a lánynak is hasznára válna, ha magabiztosabbá válna, mire a lány védekezni kezd. Luke visszautasítja Emily szexet kezdeményező próbálkozásait, és ágyba bújik.
Miközben Campbell és Paul, az alap egyik vezető munkatársa társaságában iszogatnak, Emily megtudja, hogy Campbell meg akar szabadulni Luke-tól, mivel alkalmatlannak tartja. Emily megpróbál jobban kiállni Luke mellett a munkahelyén, de ez visszafelé sül el, amikor Luke egy rossz kereskedelmi döntést hoz, amivel 25 millió dollárt veszít a cég, aminek következtében Campbell megsérti őt. Luke megpróbálja helyrehozni azzal, hogy olyan bennfentes információkkal látja el Emilyt, amelyek megerősítik egy olyan vállalat állítólagos összeomlását, amelynek részvényeit az alap shortolni tudja. Mivel aggódik, hogy a kereskedés illegális, Emily azt javasolja Campbellnek, hogy egy másik céget shortoljon, ami sikeresnek bizonyul. Amikor a short ügylet lezárul, Emily 575 000 dolláros jutalékcsekket kap. Emily fontolgatja, hogy megünnepli sikerét Luke-kal, aki munkaidő után az irodájában van, hogy megbeszéljék a jövőbeli ügyletek stratégiáit, de inkább egy sztriptízbárba megy férfi munkatársaival. A nő részegen tér haza, míg Luke, miután meglátta a csekket, nem akar lefeküdni vele.
Amikor másnap kirúgnak egy másik portfóliómenedzsert, Luke azt akarja, hogy Emily őt ajánlja a pozícióra, de a lány utal rá, hogy Campbell nem akarja őt előléptetni. Luke elmegy Campbell irodájába, és bonyolult beszédet tart, amelyben hűséget fogad neki, ám ekkor megtudja, hogy Campbell már fel is vett egy új portfóliómenedzsert. Aznap este Emily megtudja, hogy az anyja péntekre meglepetés eljegyzési partit tervezett nekik. A részeg Luke azzal vádolja Emilyt, hogy ellopta az állását, de Emily elárulja, hogy Campbell ki akarta rúgni, mire Luke elviharzik.
Másnap, miközben Emily, Campbell és Paul a tengerentúli befektetőknek tartanak előadást, Luke részegen beront a tárgyalóterembe, és jelenetet rendez, szidalmazva Campbellt, amiért megtagadta tőle az előléptetést, és felfedte az Emilyvel való kapcsolatát, ami az előléptetése óta sérti a cég szabályzatát. A feldühödött Emily nem tudja elérni Luke-ot telefonon, csak az eljegyzési partin találja. A családjuk előtt veszekednek, és Emily egy üveget csap Luke fejéhez, amikor a férfi azt sugallja, hogy szexuális szívességeket cserélt az előléptetésért. Emily visszavonul egy fürdőszobába, ahol Luke rátalál, és ők ketten veszekednek, mielőtt szexelnének. Szex közben Luke kétszer is előre kényszeríti Emilyt, amitől az arca a fürdőszoba pultjához csapódik. Emily felszólítja Luke-ot, hogy hagyja abba, de a férfi nem teszi. Másnap reggel, hogy megvédje a munkáját, Emily elmondja Campbellnek, hogy Luke zaklatta őt, és soha nem volt kapcsolatuk.
Emily hazatérve ott találja Luke-ot, aki összepakolta a holmiját, és azt tervezi, hogy a bátyjához költözik. A férfi közömbös hozzáállása miatt feldühödve, és bocsánatkérést követelve, amiért megerőszakolta, Emily késsel fenyegeti meg Luke-ot. Addig támad Luke-ra a késsel, amíg a férfi bocsánatot nem kér, és sírva nem törik össze. Luke a bocsánatáért könyörög, Emily pedig távozásra utasítja, mielőtt elejtené a kést és mosolyogva távozna.

## Szereplők
| Szerep       | Színész              | Magyar hang            |
| ------------ | -------------------- | ---------------------- |
| Emily Meyers | Phoebe Dynevor       | Csuha Borbála          |
| Luke Edmunds | Alden Ehrenreich     | Fehér Tibor            |
| Campbell     | Eddie Marsan         | Kapácsy Miklós         |
| Paul         | Rich Sommer          | Varga Gábor            |
| Rory         | Sebastian de Souza   | Horváth-Töreki Gergely |
| Arjun        | Sia Alipour          |                        |
| Dax          | Brandon Bassir       | L. Nagy Attila         |
| Emily anyja  | Geraldine Somerville |                        |
| Robert Bynes | Patrick Fischler     | Csere László           |

### Magyar változat
- Magyar szöveg: Kopányi Vanda
- Hangmérnök: Böhm Gergely
- Vágó: Házi Sándor
- Gyártásvezető: Újréti Zsuzsa
- Szinkronrendező: Csere Ágnes
- Produkciós vezető: Haramia Judit

A szinkront az Iyuno Hungary készítette el.

## A film készítése
A filmet 2021 decemberében jelentették be, Chloe Domont írta és rendezte a filmet, a főszerepet Alden Ehrenreich és Phoebe Dynevor vállalták. 2022 januárjában kezdődött a forgatás Szerbiában. 2022 februárjában Sebastian de Souza, Eddie Marsan és Rich Sommer csatlakozott a stábhoz.